# Marjorie Scardino
Marjorie Scardino (née Morris) est une femme d'affaires américaine de nationalité britannique, née le 25 janvier 1947. PDG de la première maison d'édition au monde Pearson depuis 1997, elle a été la première femme à diriger une entreprise côté à l'indice FTSE 100, celui de la bourse de Londres.
Ancienne avocate et journaliste, ayant dirigé la branche américaine de The Economist, elle a fait de Pearson le leader mondial dans son domaine, l’a transformé en conglomérat diversifié, a permis de tripler les profits et l'a fait rentrer dans l'ère digitale. Elle quitte le groupe fin 2012.

## Vie privée
Elle est mariée à Albert Scardino, également journaliste ; leur fils, Hal Scardino, est acteur. Elle a été anoblie au Royaume-Uni en février 2002, un mois après avoir adopté la citoyenneté britannique.